# Józef Jaroszyński

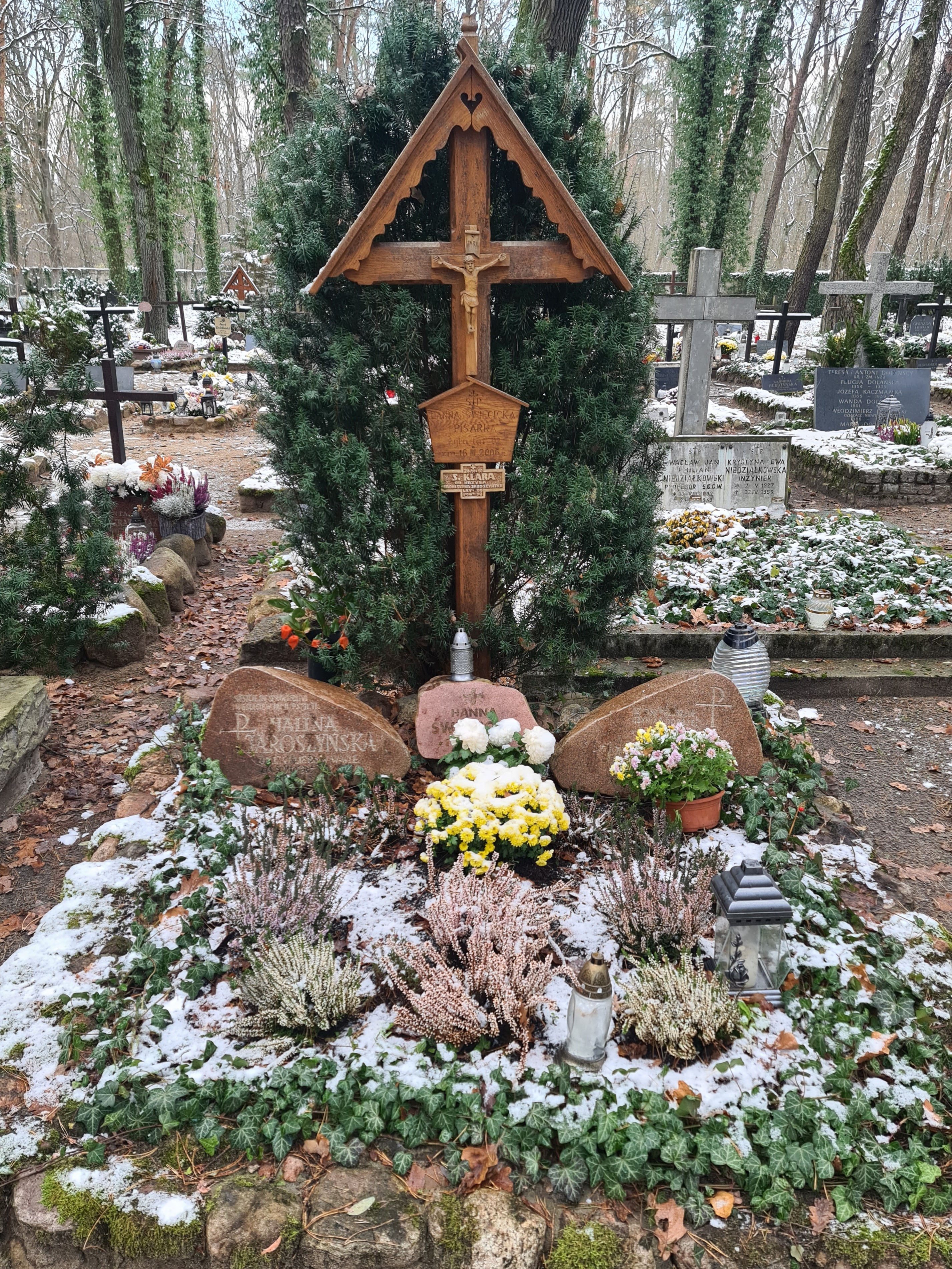
Grób Józefa Jaroszyńskiego, Haliny Jaroszyńskiej, Bronisławy Jaroszyńskiej (s. Klary od Krzyża) i Hanny Święcickiej na cmentarzu leśnym w Laskach

Józef Jaroszyński (ur. 1881, zm. 28 lutego 1959) – polski historyk mediewista, Sprawiedliwy wśród Narodów Świata.

## Życiorys
Józef Jaroszyński był z wykształcenia historykiem mediewistą, absolwentem Uniwersytetu w Dorpacie. W latach 1919–1939 pełnił funkcję dyrektora Gimnazjum im. Tadeusza Reytana w Warszawie. Ofiarował bibliotece szkoły wiele książek, które do dzisiaj wchodzą w skład księgozbioru i noszą pieczątkę „Jaroszyński – Warszawa”. W sierpniu 1942 Józef Jaroszyński i jego żona Halina Jaroszyńska, niegdyś starsza nauczycielka w technikum, przygarnęli Jakoba Lotenberga, jego żonę Karolę i ich ośmioletnią córkę Anitę Lautenberg, którzy uciekli do Warszawy z radomskiego getta w powiecie kieleckim podczas jego likwidacji. Jaroszyńscy zgodzili się przechować Karolę w swoim mieszkaniu, a dla Jakoba znaleźli schronienie w wynajętej piwnicy na warszawskich Bielanach. Podczas nalotów lub wizyt przyjaciół Anita i jej matka były przenoszone przez Jaroszyńskich do piwnicy, dopóki nie można było bezpiecznie wrócić na powierzchnię. Anitę Jaroszyńscy umieścili w domu dla niewidomych prowadzonego przez  Zgromadzenie Sióstr Franciszkanek Służebnic Krzyża w Laskach Warszawskich, gdzie jako zakonnica pracowała córka Jaroszyńskich, siostra Klara FSK. W czasie ukrywania Anity u zakonnic w ośrodku w Laskach Jaroszyński z rodziną dostarczał dziewczynie ubrania, podręczniki i artykuły papiernicze. 
18 lutego 1981 r. Jad Waszem uznał Halinę i Józefa Jaroszyńskich, ich córkę Klarę i również pomagającą w ocaleniu Lautenbergów Marię Furmanik za Sprawiedliwych wśród Narodów Świata.
Został pochowany na Cmentarzu leśnym w Laskach (kwatera D, I-22).